# Josef Heidkamp
Josef Heidkamp (* 15. November 1893 in Dortmund; † 16. Dezember 1945 in Karlsruhe) war ein deutscher Parteifunktionär (NSDAP). Er war Kreisleiter in Liebenwerda und in Zeitz.

## Leben
Heidkamp war der Sohn von Johann Franz Aloys Heidkamp, der zuletzt in Essen lebte. Er schlug nach der Schule eine Ausbildung zum Kaufmann ein und wirkte als kaufmännischer Abteilungsvorsteher. Zum 1. November 1929 trat er der NSDAP bei (Mitgliedsnummer 168.679). Am 14. Juni 1932 erfolgte seine Ernennung zum Kreisleiter in Liebenwerda in der preußischen Provinz Sachsen. Dort war er maßgeblich an der „Machtergreifung“ der Nationalsozialisten 1933 beteiligt. Seinen Sitz hatte er in Falkenberg. Mit Wirkung vom 1. Januar 1939 wurde er auf Anweisung der Gauleiters von Halle-Merseburg Joachim Albrecht Eggeling als NSDAP-Kreisleiter in Zeitz eingesetzt. Gegen Kriegsende verließ er Zeitz und starb kurz vor Weihnachten 1945 in Karlsruhe.